# Ciudad Jardín (Alicante)
Ciudad Jardín es un barrio de la ciudad española de Alicante. Según el padrón municipal, cuenta en el año 2022 con una población de 1489 habitantes (780 mujeres y 709 hombres). Originalmente se denominó Ciudad Jardín del General Marvá.

## Localización
Ciudad Jardín limita al norte con el término municipal de San Vicente del Raspeig y el barrio de Villafranqueza, al este y al sur con Virgen del Remedio y al oeste con el barrio Divina Pastora y parcialmente con Rabasa.
Asimismo, está delimitado exteriormente, desde el este y en el sentido horario, por las avenidas y calles siguientes: Doctor Claramunt, Matemático Romero, Baronía de Polop, Olot, Economista Germán Bernácer, Ortega y Gasset, Padre Perpiñán y Novelda. Los límites al norte llegan hasta zona no urbanizada.  

## Antecedentes
El concepto de ciudad jardín del urbanista Ebenezer Howard también llegó a Alicante. De la mano de un grupo de médicos, que promocionaban la vida sana fuera de las urbes, y con el apoyo también del General Marvá, se inició la construcción de las casas que terminarían formando este barrio.
El arquitecto municipal Francisco Fajardo Guardiola proyectó su planeamiento en 1923, además de ser autor de muchos de los chalets en los que también trabajó, entre otros, Juan Vidal Ramos. Las ventas fueron en régimen de cooperativa.

## Población
Según el padrón municipal de habitantes de Alicante, la evolución de la población del barrio Ciudad Jardín en los últimos años, del 2010 al 2022, tiene los siguientes números:
|              | 2010 | 2011  | 2012  | 2013  | 2014  | 2015 | 2016  | 2017  | 2018  | 2019  | 2020 | 2021  | 2022  |
| ------------ | ---- | ----- | ----- | ----- | ----- | ---- | ----- | ----- | ----- | ----- | ---- | ----- | ----- |
| Población    | 1510 | 1497  | 1472  | 1450  | 1436  | 1434 | 1491  | 1476  | 1489  | 1527  | 1525 | 1501  | 1489  |
| (Diferencia) |      | (-13) | (-25) | (-22) | (-14) | (-2) | (+57) | (-15) | (+13) | (+38) | (-2) | (-24) | (-12) |